# 萬坦區

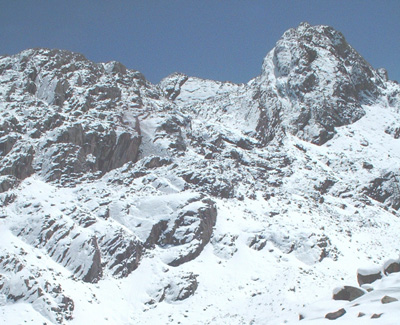

12°27′23″S 75°48′42″W / 12.4563°S 75.8116°W
萬坦區（西班牙語：Distrito de Huantán），是秘魯的一個區，位於該國中南部利馬大區的堯約斯省，始建於1857年1月2日，面積516.4平方公里，海拔高度3,290米，2005年人口966，人口密度每平方公里1.9人。